# Letheobia crossii
Letheobia crossii — вид змій родини сліпунів (Typhlopidae). Мешкає в Західній Африці. Вид названий на честь британського дослідника Африка Вільяма Генрі Кросса (1859–1903).

## Поширення і екологія
Letheobia crossii мешкають в Того і Нігерії. Вони живуть в сухих тропічних лісах і рідколіссях.